# Ногоя (департмаент)
Ногоя́ (ісп. Nogoyá) — департамент аргентинської провінції Ентре-Ріос Це десятий за величиною департамент провінції з площею 4 378 км² і одиннадцятий за кількістю жителів з населенням 43 тис. мешканців згідно з переписом 2022 року.
Межує на заході з департаментом Діаманте, на півночі — з департаментами Парана і Вільягвай, на півдні — з департаментами Вікторія і Гвалеґвай, а на сході — з департаментом Тала.
Департамент Ногоя перетинає однойменна річка.
Згідно з методологією, яку використовував INDEC для переписів населення 1991, 2001 та 2010 років, до складу департаменту Ногоя входило 8 населених пунктів: Арангурен, Бетбедер (або Вілья-Матильда), Дон-Крістобаль-Сегундо, Фебре, Ернандес, Лукас-Гонсалес, Ногоя, Вейнте-де-Септьємбре.